# Kozub
Kozub est une localité polonaise de la gmina de Lututów, située dans le powiat de Wieruszów en voïvodie de Łódź.